# Milton (Dakota del Nord)
Milton és una població dels Estats Units a l'estat de Dakota del Nord. Segons el cens del 2000 tenia 85 habitants.

## Demografia
Segons el cens del 2000, Milton tenia 85 habitants, 40 habitatges, i 22 famílies. La densitat de població era de 82 hab./km².
Dels 40 habitatges en un 25% hi vivien nens de menys de 18 anys, en un 45% hi vivien parelles casades, en un 7,5% dones solteres, i en un 45% no eren unitats familiars. En el 45% dels habitatges hi vivien persones soles el 27,5% de les quals corresponia a persones de 65 anys o més que vivien soles. El nombre mitjà de persones vivint en cada habitatge era de 2,13 i el nombre mitjà de persones que vivien en cada família era de 3.
Per edats la població es repartia de la següent manera: un 25,9% tenia menys de 18 anys, un 3,5% entre 18 i 24, un 30,6% entre 25 i 44, un 20% de 45 a 60 i un 20% 65 anys o més.
L'edat mediana era de 40 anys. Per cada 100 dones de 18 o més anys hi havia 90,9 homes.
La renda mediana per habitatge era de 33.542 $ i la renda mediana per família de 36.250 $. Els homes tenien una renda mediana de 30.417 $ mentre que les dones 48.750 $. La renda per capita de la població era de 14.682 $. Entorn del 13,6% de les famílies i l'11,4% de la població estaven per davall del llindar de pobresa.

## Poblacions més properes
El següent diagrama mostra les poblacions més properes.